# Jesús Postigo
Jesús Juan Bautista Postigo Quintana (Segovia, 24 de junio de 1953) es un político español, diputado por Segovia en el Congreso durante la XIV legislatura.

## Biografía
Licenciado en Derecho. Fue presidente de la Cámara de Comercio de Segovia. En 2011 fue candidato del Partido Popular en las elecciones municipales y pese a obtener más votos que Pedro Arahuetes (PSOE) ejerció como portavoz en la oposición en el Ayuntamiento de Segovia. En junio de 2016 fue número dos en la lista del PP por Segovia al Congreso, siendo elegido diputado.